# رودريجو جالاتو
رودريجو جالاتو (بالبرتغالية: Rodrigo José Galatto‏) (10 مارس 1983 ببورتو أليغري في البرازيل - ) هو لاعب كرة قدم برازيلي في مركز حراسة المرمى. لعب مع أتلتيكو باراناينسي وغريميو بورتو أليغرينزي ونادي جوفنتودي ونادي كريسيوما ونادي ليتكس لوفتش ونادي مالقا ونادي نوشاتل زاماكس ونادي سي آر بي ونادي برازيل دي بيلوتاس وإيتومبيارا سبورت ‏ وأمريكا دي ناتال ‏.

## روابط خارجية
- رودريجو جالاتو على موقع قاعدة بيانات كرة القدم.إي يو (الإنجليزية)